# Aljoscha Thaleikis
Aljoscha „Ali“ Thaleikis (* 4. Januar 1990 in Neuss) ist ein deutscher Multiinstrumentalist und Songwriter.

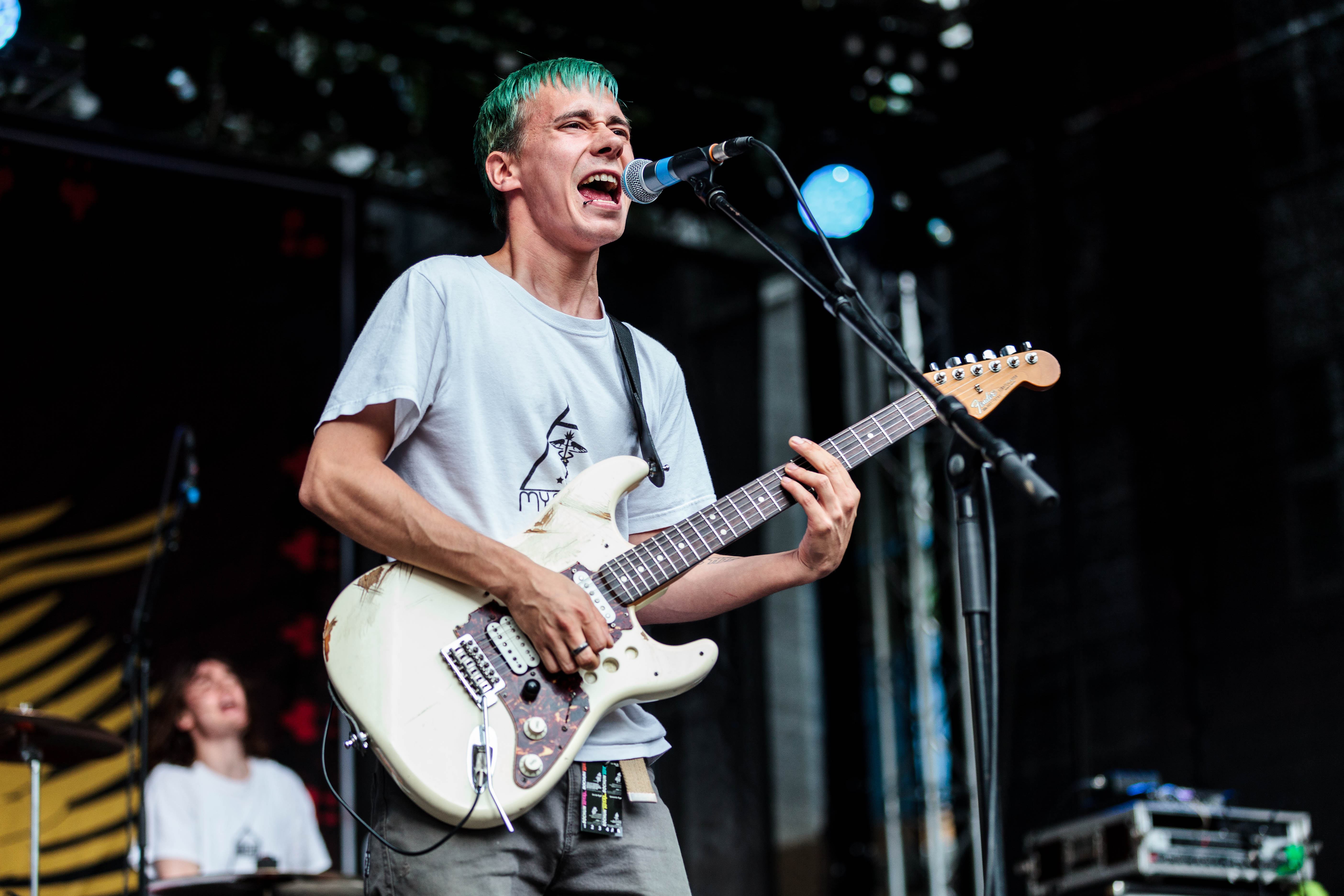
Aljoscha Thaleikis bei Bochum Total 2016

Er ist Sänger und Gitarrist der Band The Tips, die er mit Christian Heilwagen nach seiner Rückkehr aus den USA gründete.

## Leben
Thaleikis wuchs zum größten Teil im Rhein-Kreis Neuss auf. Nachdem er in einigen lokalen Bands gespielt hatte, zog er mit 18 Jahren in die USA, wo er die Musik von Sublime kennenlernte. Nach seiner Rückkehr nach Deutschland lernte er Christian Heilwagen kennen, mit dem er The Tips gründete. 2017 stieg er aus gesundheitlichen Gründen aus der Band aus. Seit 2021 ist er wieder Teil des Trios. Er ist außerdem als Musiklehrer und Band-Coach tätig.

## Sonstiges
Thaleikis spielte für kurze Zeit bei der Punkband Fahnenflucht.
Er ist der Cousin des Autors und PietSmiet Mitglieds, Julian Laschewski.

## Diskografie

### EPs
- 2010: The Tips EP

### Alben
- 2011: High Sobriety (Rotlicht Records)
- 2013: Trippin’ (Long Beach Records)
- 2016: Twists'n'Turns (Long Beach Records)

### Sampler-Beiträge
- 2010: Plastic Bomb Sampler (Gratis-Beilage der Ausgabe Nr. 73 des Plastic Bomb)
- 2013: OX Fanzine Sampler (Gratis-Beilage der Ausgabe Nr. 111 des Ox-Fanzine)
- 2014: Slam Alternative Music Magazine (Gratis-Beilage der Ausgabe Nr. 71 des SLAM alternative music magazine)
- 2014: Dynamite Magazine Sampler (Gratis-Beilage der Ausgabe Nr. 1 2014)

### Musikvideos
- 2012: Mary (GROWN)
- 2013: Homesick (GROWN)
- 2014: What You Reap (GROWN)
- 2014: Don’t Chase Them (Long Beach Records Europe)
- 2014: My Girlfriend’s Mother Is A Cop (GROWN)
- 2016: Birds'n'trees (GROWN)